# Rosh yeshiva

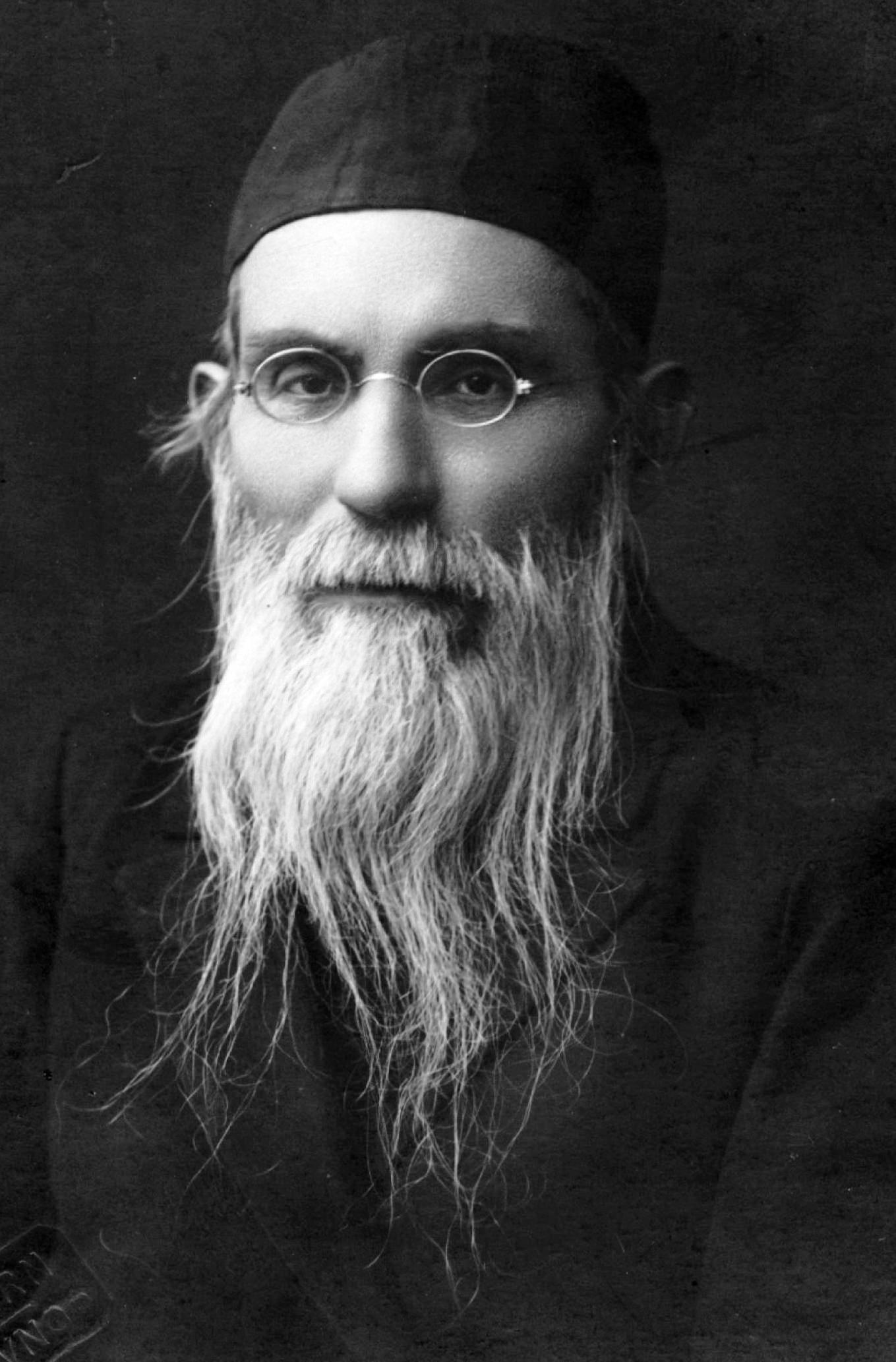
Nosson Tzvi Finkel.

Un rosh yeshiva (ou roch yechiva) (hébreu: ראש ישיבה, ou araméen ריש מתיבתא, Reish Metivta, « maître de la session ») est le doyen d'une académie talmudique. Actuellement, le roch yechiva est considéré comme le maître à penser dans son établissement, et inculque à ses élèves la méthode d'étude du Talmud et, plus généralement, de la Torah.

## Histoire
Le titre de roch yechiva apparaît pour la première fois dans le Talmud, mais la fonction semble s'être plutôt affirmée à l'ère des Gueonim, et des grandes académies talmudiques de Babylonie, où l'institution de la yechiva reçoit son acceptation actuelle. Le Gaon était lui-même avant toute chose roch yechiva de son académie, de Soura, de Poumbedita ou de la terre d'Israël.
La Yechiva perpétue la tradition du Sanhédrin et des 70 Anciens qui y siégeaient pour discuter et élaborer l'application des 613 prescriptions contenues dans la Bible selon la tradition rabbinique (bien qu'une yechiva actuelle puisse compter des centaines d'étudiants). Le roch yechiva occupe donc symboliquement la fonction de président du Sanhédrin, secondé du vice-président.
Avant la Shoah, les yechivot les plus importantes se situaient en Europe de l'Est. Historiquement, chacun se formait avec le rabbin de sa localité, jusqu'à la fondation de la yechiva de Volojine, dirigée par le rabbin Chaïm de Volozhin (1749-1821), le disciple le plus distingué du Gaon de Vilna (1720-1797).

Sa yechiva fut appelé « mère des Yechivot, » peut-être parce qu'elle fut la première institution de ce type ou parce que les rabbins qui en sortaient fondaient souvent leur propre académie.

## Rôle et fonctions
De façon générale, un roch yechiva supervise le cursus talmudique et halakhique (application pratique du Talmud, menant à la détermination de la Loi juive). Il donne un cours quotidien ou hebdomadaire, en fonction de ses disponibilités. Compte tenu de l'importance de la yechiva dans l'éducation et dans la vie juive traditionnelles, il est attendu de son dirigeant davantage que d'un directeur d'établissement.
Le roch yechiva doit être pourvu de grandes compétences intellectuelles et morales : outre une connaissance vaste et pénétrante du Talmud, il doit pouvoir maîtriser son sujet de manière à pouvoir émettre des analyses ou des perspectives innovatrices, appelées ḥidoushim (novellae), que ce soit oralement ou, plus fréquemment, sur papier. En conséquence, les cours qu'un roch yechiva dispense sont souvent considérés comme les plus ardus, uniquement accessibles aux meilleurs éléments de l'académie. C'est ensuite à lui qu'il revient de donner ou non l'autorisation à ses étudiants d'entreprendre des cours menant à l'« ordination » rabbinique.

Par ailleurs, il détermine souvent l'ordre du jour idéologique et spirituel de la yechiva, s'impliquant parfois dans sa direction administrative. La supervision du développement éthique et personnel des étudiants est habituellement prise en charge par un autre dignitaire de la yechiva, le mashguia'h rou'hani (« superviseur spirituel »). Ce concept, introduit par le mouvement du Moussar au XIXe siècle, conduisit à la perfection du caractère comme l'un des buts des yechivot.

## Importance
L'institution a connu de nombreux changements dans diverses communautés juives, selon le lieu et l'époque : dans certaines communautés, le rôle de roch hayechiva revenait automatiquement au rabbin de la communauté, qui cumulait donc la direction spirituelle et législative, étant l'autorité finale en matière de fixation de la Loi juive. En Lituanie cependant, l'on veillait scrupuleusement à différencier le domaine de l'étude académique de celui de la prise de décisions pratiques. Cette division s'observe encore dans le monde haredi actuel, où l'on distingue les éminentes figures académiques (comme le Rav Elazar Shach ou le rabbin Aharon Leib Shteinman) de celles dont le rôle majeur est de décider en matière de Loi juive (comme les rabbins Shlomo Zalman Auerbach, Moshe Feinstein ou Yosef Shalom Eliashiv, bien que ceux-ci aient également officié comme roch yechiva.
De façon générale, il jouit d'un grand respect de la part des membres et étudiants de l'établissement, lesquels doivent se lever lorsqu'il entre dans une salle et s'adressent à lui à la troisième personne. Chez les Hassidim, le roch yechiva d'un courant hassidique donné ne cède en général en importance qu'à l'Admo"r de la génération (auquel il est souvent appelé à succéder).

## Dynasties deroch yechiva
Un roch yechiva est en général choisi à vie, par la congrégation finançant la yechiva, les étudiants ou son prédécesseur. Le premier roch yechiva d'une yechiva en est généralement le fondateur, particulièrement dans les nouvelles yechivot. La transmission était traditionnellement héréditaire ou familiale (le poste revenant au gendre du roch yechiva, celui-ci étant choisi parmi les éléments les plus brillants de l'académie). C'est ainsi que se constituent des « dynasties, » comme celle des Soloveitchik, des Finkel, des Feinstein, des Kotler, des Kook, etc., qui dirigent de nombreuses yechivot aux États-Unis et en Israël.
Les conflits de succession ne sont pas rares, et peuvent aboutir à la fondation de deux voire trois rochei yechiva concurrents dans une même académie ; la yechiva de Ponevezh fournit un exemple célèbre de cette situation.

## Liste derachei yechivot
Les rabbins :
- Yossef Adler, Torah Academy à Bergen County
- H'aïm Yehouda Leib Auerbach, Shaar Hashamayim à Jérusalem, Israël
- Shlomo Zalman Auerbach (1910-1995), Yechiva Kol Tora à Jérusalem, Israël
- Yom Tov Lipman Baslavsky (1824-1892, Yechiva de Mir, Mir, Biélorussie
- Meir Tzvi Bergman (1930-), Yechiva Rashbi à Bnei Brak, Israël
- Shmuel Berenbaum (1920-2008), Yeshiva de Mir à Brooklyn, New York, États-Unis
- Menachem Zvi Berlin , H'ayim Ozer à Bnei Brak, Israël
- Naftali Zvi Yehuda Berlin (1816-1893), Ets H'ayim à Volozhin, Biélorussie
- Eliyahu Meir Bloch (1895-1954), Yechiva de Telshe en Lituanie puis il reconstruit la yechiva à Cleveland, États-Unis
- Yosef Yehuda Leib Bloch (1860-1929), Yechiva de Telshe à Telšiai en Lituanie
- Moshé Botschko (1917-2010), Yechiva de Etz Haïm à Montreux (Suisse)
- Gershon Edelstein (1923-), Yechiva de Ponevezh, à Bnei Brak, Israël
- Moshe Mordechai Epstein (1866-1933, Knesseth Yisrael à Slabodka
- Moshe Feinstein (1895-1986), Tiferes Yerusholoyim à Manhattan, New York, États-Unis
- Reuven Feinstein (1937-)
- Eliézer Yehouda Finkel (1879-1965), Yeshiva de Mir en Pologne et à Jérusalem, Israël
- Eliézer Yehouda Finkel (1965-), Yeshiva de Mir à Jérusalem, Israël
- Nosson Tzvi Finkel, Yeshiva de Mir à Jérusalem, Israël
- Mordechai Gifter (1915-2001, Yeshiva de Telsheà Cleveland, dans l'Ohio, États-Unis
- Refael Reuven Grozovsky (1886-1958), Yechiva de Kamenitz et de Torah Vadaat
- H'aim Yaakov Goldvicht, Yeshivat Kerem B'Yavneh en Israël
- Eliezer Gordon (1841–1910), Yechiva de Telshe à Telšiai  en Lituanie
- Yechiel Mordechai Gordon (1882-1964),  Yechiva de Łomża à Petach Tikvah, en Israël.
- Nah'man Shlomo Greenspan rosh yeshiva de Ets H'ayim à Londres, Royaume-Uni
- Leib Gurwicz (1906-1982), Yechiva de Gateshead, au Royaume-Uni
- Avraham Gurevitz, Yechiva de Beit Yossef à Gateshead, Royaume-Uni
- Shlomo Heiman (1892-1944), Yechiva de Ramailles à Vilnius
- Yosef Yozel Horwitz (1847-1919), fondateur de la Yechiva de Novardok à Navahroudak en Lituanie, aujourd'hui en Biélorussie
- Yitzchok Hutner (1906-1980), H'ayim Berlin à New York, États-Unis
- Haim de Volozhin (1749-1821) , Ets H'ayim à Volozhin, Biélorussie
- Israël Meir Kagan dit le Hofetz Haïm (1839 -1933), Yechiva à Radoun, Biélorussie
- Yaakov Kamenetsky (1891-1986), Yechiva Torah Vadaat à New York, États-Unis
- Chaim Mordechai Katz (1894-1964), fondateur et Rosh yeshiva de la Yechiva de Telshe à Cleveland, États-Unis
- Yitsh'ak Hacohen Katz (1948-), Yeshiva Yad Mordehai à Paris, France
- Keli Yakar (1550-1619)
- Menashe Klein (1923-2011), Yechiva Beis Shearim, Borough Park, Brooklyn, New York, États-Unis
- Abraham Isaac Kook (1865-1935), Yechiva Merkaz Harav à Jérusalem, Israël
- Zvi Yehuda Kook (1891-1982, Yechiva Merkaz Harav à Jérusalem, Israël
- Aharon Kotler (1891-1962), Beth Medrash Govoha (BMG) à Lakewood, New Jersey,États-Unis
- Malkiel Kotler (1951-), Beth Medrash Govoha (BMG) à Lakewood, New Jersey, États-Unis
- Shneur Kotler (1918-1982), Beth Medrash Govoha (BMG) à Lakewood, New Jersey, États-Unis
- Boruch Ber Lebowitz (1864-1939), Yechiva Knesset Beit Yitsh'ak en Lituanie
- Dovid Leibowitz, Yechiva Torah Vadaat à Brooklyn, New York, États-Unis
- Henoch Leibowitz, Yechiva Rabbeinu Yisrael Meir HaKohen à New York, États-Unis
- Aharon Lichtenstein (1933-2015), université Yeshiva à Manhattan, New York, États-Unis
- Moché Londinsky (1862-1938), Yeshiva de Radin (Radoun), Biélorussie
- Isser Zalman Meltzer (1870-1953), Yeshiva Ets H'aïm à Jérusalem, Israël
- Avigdor Nebenzahl (1935-)
- Yisroel Neuman, Beth Medrash Govoha (BMG) à Lakewood, New Jersey, États-Unis
- Yerucham Olshin, Beth Medrash Govoha (BMG) à Lakewood, New Jersey, États-Unis
- Avraham Yaakov Pam (1913-2001), Yechiva Torah Vadaat à Brooklyn, New York, États-Unis
- Baruch Dov Povarsky (1931-), Yechiva de Ponevezh,  à Bnei Brak, Israël
- Chaim Rabinowitz  (1856-1931), Yeshiva de Telshe, Lituanie
- Dovid Rappaport (1890-1941), Yechiva Ohel Torah-Baranovich,  Baranavitchy (Baranowicze), Biélorussie
- Yaakov Yitzchok Ruderman (1900-1987), Yechiva Ner Yisroel à Baltimore, Maryland, États-Unis
- Shmuel Rozovsky (1913–1979), Yechiva de Ponevezh à Bnei Brak, Israël
- Yisroel Salanter (1810-1883), Yechiva Mayles à Vilnius
- Yechezkel Sarna (1890-1969, Yechiva Knesset Israel à Slabodka puis à H'evron
- Elazar Shach (1899-2001), Yechiva de Ponevezh à Bnei Brak, Israël
- Hershel Schachter, Yechiva de Rabbeinu Yitzchak Elchanan et de l'Université Yeshiva à New York, États-Unis
- Aaron Schechter, Yechiva  H'aïm Berlin à Brooklyn, New York, États-Unis
- Chaim Pinchas Scheinberg (1910-2012), Yechiva Torah Ore, Bensonhurst, Brooklyn, New York, États-Unis, transférée à Jérusalem, Israël, en 1965, et à sa présente location depuis 1970
- Nota Schiller (1937-), Yechiva Ohr Somayach, à Jérusalem
- Yechiel Michel Schlesinger (1898-1949), Yechiva Kol Tora, à Jérusalem, Israël
- Gedalia Schorr (1910–1979), Yechiva Torah Vadaat à Brooklyn,  New York, États-Unis
- Moshe Shmuel Shapira, Yechiva de Béer Yaacov
- Meir Shapiro (1887-1933), Yechiva Chachmei Lublin à Lublin, en Pologne
- Naftali Shapiro, Yechiva à Glasgow, Écosse
- Simcha Sheps (1908-1998), Yechiva Torah Vodaas, de New York.
- Shimon Shkop (1859-1939), Yechiva de Telshe à Telšiai  en Lituanie
- Chaim Leib Shmuelevitz (1902-1979), Yechiva de Mir à Jérusalem et lorsqu'elle fut à Vilnius et à Shanghai, Chine
- Dovid Shustal, Beth Medrash Govoha (BMG) à Lakewood, New Jersey, États-Unis
- Moshe Sokolovski (1868-1931), Yechiva Toras Chesed,  Brest, Biélorussie
- Borouh' Soloveitchik, Yeshiva Torat Zeev à Jérusalem, Israël
- Joseph B. Soloveitchik (1903-1993), université Yeshiva à New York, États-Unis
- Meshoulam David Soloveitchik (1921-2021), Yeshiva Brisk à Jérusalem, Israël
- Moshe Soloveitchik (Zurich) (1914-1995), Lugano, puis à Lucerne, Suisse
- Yitzchok Zev Soloveitchik (1886-1959), Yeshivat Brisk à Jérusalem, Israël
- Moshe David Tendler (1926-2021), Université Yeshiva, New York
- Naftali Trop (1871–1928), Yeshiva Chofetz Chaim à Radoun, Biélorussie
- Elchonon Wasserman (1875-1941), Yechiva Ohel Torah-Baranovich,  Baranavitchy (Baranowicze), Biélorussie
- Simcha Wasserman (1900-1992), Yeshiva Ohr Elchonon à Jérusalem, Israël
- Yechiel Yaakov Weinberg (1884-1966), Yeshiva Beit Midrash Larabanim à Berlin, Allemagne
- Yaakov Dovid Wilovsky (connu sous l'acronyme Ridvaz or Ridbaz) (1845-1913), Yechiva de Sloutsk-Kletsk
- Ezriel Yaffe, Yeshiva Tiferes Yaacov à Gateshead, Royaume-Uni